# Issaak Abramowitsch Mendelewitsch
Issaak Abramowitsch Mendelewitsch (russisch Исаак Абрамович Менделевич; * 16. Novemberjul. / 28. November 1887greg. in Moskau; † 9. September 1952 ebenda) war ein russischer Bildhauer.

## Leben
Mendelewitsch stammte aus einer jüdischen Familie. Er studierte 1909–1911 in Paris an der Académie Colarossi und studierte dann die klassische Bildhauerei in Rom. Er war Mitglied der Assoziation der Künstler des revolutionären Russlands (AChRR). Von Anna Semjonowna Golubkina ließ er sich beraten.
Mendelewitsch begann mit freien Kompositionen. So entstanden Das Lachen (1911), Der Traum (1914) und Der Frühling (1916). Nach der Oktoberrevolution folgten Der lächelnde Soldat der Roten Armee, Die Piloten und Die drei Generationen. Daneben schuf er Statuen bekannter Personen: Jewgeni Bagrationowitsch Wachtangow (1914), Isaak Israilewitsch Brodski (1914), Alexei Iwanowitsch Swirski (1916), Wassili Dmitrijewitsch Polenow (1916) und nach der Oktoberrevolution Victor Hugo, Prow Michailowitsch Sadowski (1918), Karl Liebknecht, Rosa Luxemburg, Michail Wassiljewitsch Frunse (1922), Alexander Dmitrijewitsch Zjurupa (1926–1927), Semjon Michailowitsch Budjonny (1927), Felix Edmundowitsch Dserschinski (1936), Michail Michailowitsch Gromow (1938), Wladimir Iwanowitsch Nemirowitsch-Dantschenko (1942), Michail Michailowitsch Tarchanow und Akaki Alexejewitsch Chorawa. Auch arbeitete er fürs Theater, schuf Masken, allegorische Skulpturen und Schauspielerporträts.

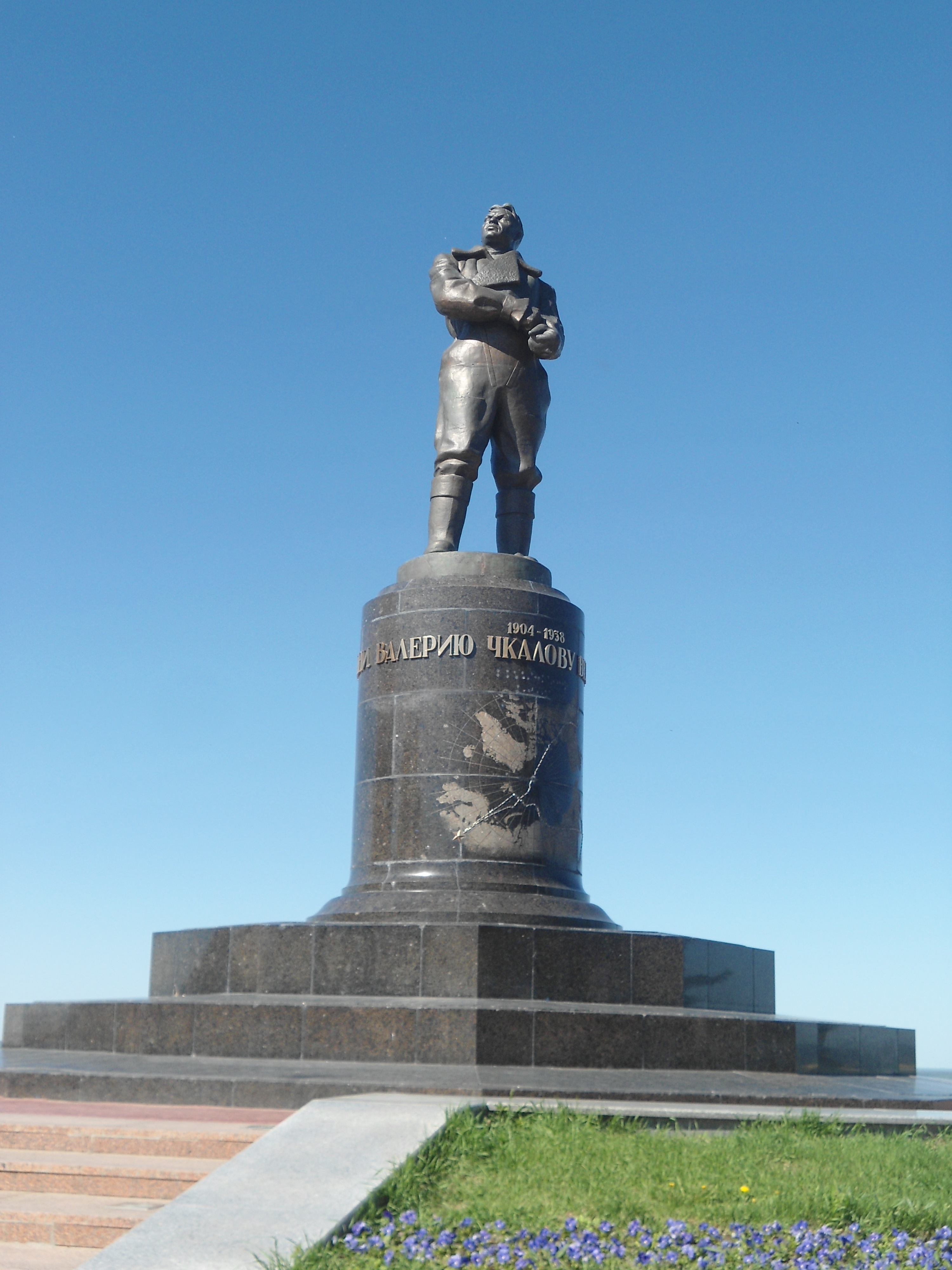
Tschkalow-Denkmal, Nischni Nowgorod

An Lenins Programm der Monumentalpropaganda beteiligte sich Mendelewitsch mit einer Reihe von Monumentalstatuen für Denkmäler in russischen Städten. So entstand eine Leninstatue für eines der ersten Denkmäler, das in Ufa 1924 aufgestellt wurde. 1939 kam der Vorsitzende der Kommission für die Lenindenkmäler Sergei Merkurow auch nach Ufa zur Überprüfung des Denkmalszustands. Er beschloss, dass Mendelewitschs Lenin nicht mehr genüge, so dass dieser auf das Gelände des späteren Hydraulika-Werks versetzt wurde und Merkurows Lenin aus Beton auf das Denkmal gestellt wurde.  Als dieser verfiel, wurde 1987 ein Granitersatz beschlossen, aber mangels finanzieller Mittel nicht realisiert. 2011 wurde eine exakte Kopie der Merkurow-Leninstatue des Ufaer Bildhauers Chalit Galimullin mit Finanzierung durch private Sponsoren im Beisein des Vorsitzenden der KPRF Gennadi Andrejewitsch Sjuganow aufgestellt. Mendelewitsch stellte 1927 eine weitere Leninstatue her. Es folgten Monumentalstatuen von Nikolai Ernestowitsch Bauman, Grigori Konstantinowitsch Ordschonikidse und Sergei Alexejewitsch Tschaplygin. Für die Statue des Fliegers Waleri Pawlowitsch Tschkalow für das Denkmal im jetzigen Nischni Nowgorod der Architekten Iwan Georgijewitsch Taranow und Wiktor Semjonowitsch Andrejew (1942) erhielt Mendelewitsch 1939 den Stalinpreis II. Klasse.
Mendelewitsch wurde auf dem Moskauer Nowodewitschi-Friedhof begraben. Der bekannte Bildhauer Wladimir Jefimowitsch Zigal verehrte Mendelewitsch.